# Fasáda

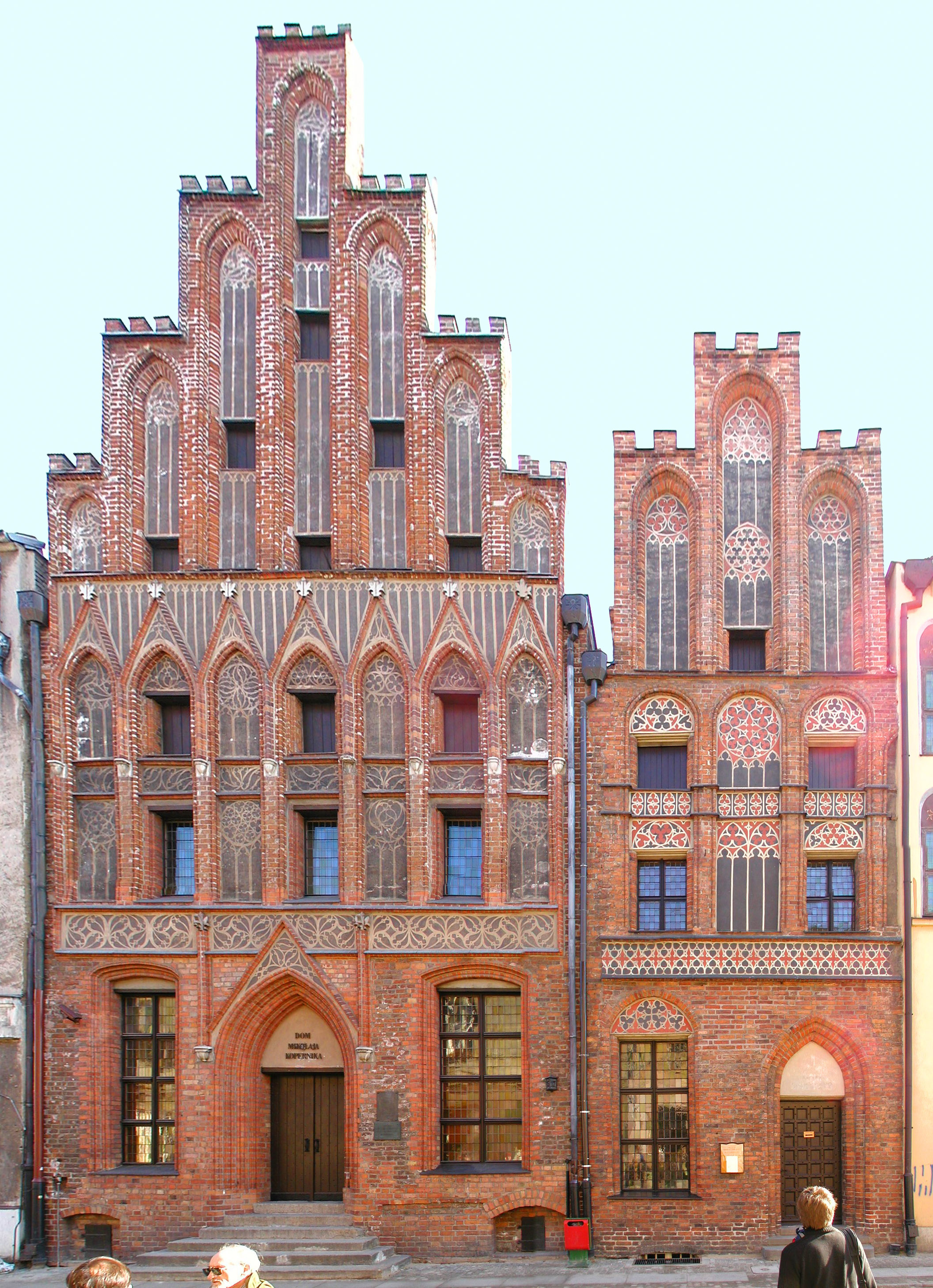
Fasáda středověkého domu (rodný dům Mikuláše Koperníka v Toruni)

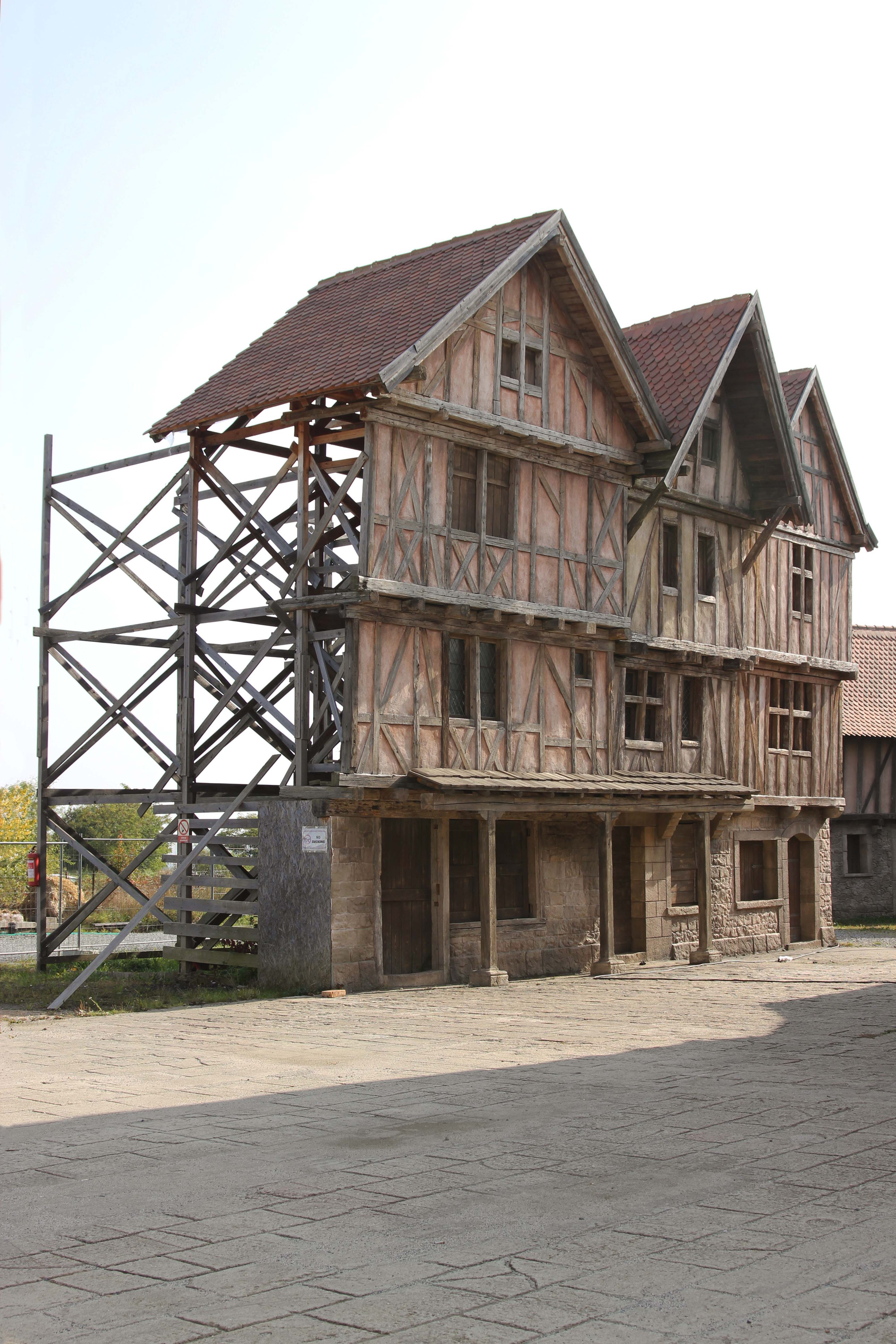
Fasáda středověkých domů jako kulisa

Fasáda (z francouzského face tvář, líc) je vnější stěna budovy a její konečná úprava. Fasáda bývá prolomena okny a vchody a členěna různými architektonickými prvky, například římsou, pilastrem, lisénou. Hlavní fasáda (průčelí) bývá honosnější a architektonicky propracovanější než boční a zadní fasády.
V architektuře bývá průčelí často nejvýznamnějším prvkem budovy z hlediska jejího designu, neboť celé stavbě udává tón. Mnohé fasády mají historickou hodnotu a jsou památkově chráněné jako kulturní památky.
Fasády se rozlišují podle orientace (umístění):
- hlavní – průčelí orientované do ulice, náměstí, k hlavní přístupové cestě apod.
- boční – sousední (kolmá) k hlavní fasádě, např. do boční ulice
- nádvorní
- zahradní
- pokud není jasná orientace dle okolí (symetrická budova), rozlišují se fasády dle světových stran

Rozlišení dle použité technologie
- závěšená – fasádu tvoří obklad montovaný (zavěšený) na konstrukci upevněnou do zdi budovy

Slovo fasáda se používá i v přeneseném slova smyslu – jako zástěrka, falešná tvář klamu nebo podvodu, co se na první pohled jeví solidní, ale pod povrchem se rozpadá.